# آرثر كوكس (لاعب كرة قدم أمريكية)
آرثر كوكس (بالإنجليزية: Arthur Cox)‏ هو لاعب كرة قدم أمريكية أمريكي، ولد في 5 فبراير 1961 في بلانت سيتي في الولايات المتحدة.

## وصلات خارجية
- آرثر كوكس على موقع مرجع كرة القدم المحترفة.كوم (الإنجليزية)